# Махмуд Ахмадінежад
Махму́д Ахмадінежа́д (перс. محمود احمدی‌نژاد, (нар. 28 жовтня 1956, Арадан, Імперська Держава Іран) — іранський державний діяч, 6-й президент Ісламської республіки Іран (2005–2013).
До обрання президентом країни Ахмадінежад був губернатором двох провінцій, а пізніше мером столиці — Тегерана.

## Життєпис
Був одним із семи дітей у родині коваля, яка мешкала в селищі Арадан, біля міста Гермсар на північному сході країни. Коли Махмуду виповнився рік, його сім'я переїхала до Тегерану. В столиці закінчив середню школу.
У 1976 році вступив до університету на факультет інженерії. Здобув інженерну освіту (докторський ступінь за фахом «дорожній рух і транспорт»).
Під час правління шаха Ірану приєднався до ісламської опозиції та пізніше брав участь у Іранській революції. Під час революційних подій, як стверджують, він брав участь у захопленні американського посольства у Тегерані у 1979–1981. Сам Ахмадінежад не підтверджує цих чуток, а інших доказів його участі у цих подіях не збереглося. Під час Ірано-Іракської війни записався добровольцем у армію та став членом елітного підрозділу — Корпусу вартових Ісламської революції, де дослужився до рангу командира підрозділу.
Після закінчення війни його призначили мером м. Маку, а потім м. Хой в провінції Західний Азербайджан.
Упродовж двох років також був губернатором остану Курдистан на заході країни. Пізніше його знову призначено губернатором остану Ардабіль. За час його головування на чолі цієї провінції Ахмадінежада визнали найкращим губернатором країни. У 1997 році пійшов з посади губернатора провінції Ардабіль і переїхав до Тегерану, де працював науковим співробітником у Тегеранському технологічному університеті.
У 2003 році обрано мером Тегерану. На чолі міста позакривав мережі західних ресторанів швидкої їжі, ввів заборону західної музики та фільмів. До 2005 року вів досить скромне життя: мешкав у простій трикімнатній квартирі у Тегерані й їздив на роботу на старій побитій машині. Також друкувався у праворадикальній іранській пресі. Простий стиль життя та працьовитість здобули йому популярність серед мешканців столиці. 2005 року під час президентських виборів він випередив шістьох інших кандидатів і його обрали президентом країни.
На посаді президента Ірану висловлювався дуже критично у бік США та Ізраїлю. Основою його внутрішньої та зовнішньої політики був намір продовжувати досліди в галузі ядерних технологій та будувати ядерні реактори в країні. Уряд країни та сам Ахмадінежад стверджували, що ядерні реактори будувалися для мирного використання ядерної технології у виробництві електроенергії, проте низка країн висловила занепокоєння, побоюючись використання ядерних технологій для озброєння. Результатом суперечок між Іраном і деякими країнами стало запровадження санкцій проти Ірану. Попри це, більшість іранців підтримували внутрішню та зовнішню політику Ахмадінежада.
На виборах 2009 року його суперником був Мір-Хоссейн Мусаві. Хоча офіційні результати виборів були на користь Ахмедінеджада, чимало громадян не погодилися з ними, що призвело до тривалих масових акцій протесту.

## Ахмадінежад і Україна
Махмуд Ахмадінежад став одним із небагатьох іранських політиків, що засудив війну в Україні, розв'язану Росією, і назвав Росію «сатанинською країною». 2 березня 2022 року на своїй сторінці в Twitter він опублікував пост в підтримку України.